# Fuerza de marea
La fuerza de marea es un efecto secundario de la fuerza de la gravedad que es responsable de la existencia de las mareas. Es el resultado de la diferencia de la fuerza gravitacional que existe a lo largo del diámetro de un cuerpo. Cuando un cuerpo de tamaño suficientemente grande es alterado por la fuerza gravitatoria de otro cuerpo a cierta distancia, la diferencia en la magnitud de la fuerza de gravedad entre el extremo cercano y el lejano puede ser grande. Este hecho altera la forma del cuerpo grande sin cambiar su volumen. Suponiendo que inicialmente la forma era una esfera, la fuerza de marea tenderá a convertirla en un elipsoide.

## Fuerzas de marea en el sistema Tierra-Luna

### Efectos de la gravedad lunar

Un diagrama del sistema Tierra-Luna mostrando como la protuberancia de marea es empujada por el movimiento de rotación de la Tierra. Esta deformación ejerce un torque neto sobre la luna acelerándola mientras se ralentiza la rotación terrestre

La masa lunar representa una fracción apreciable del sistema Tierra-Luna, un 1:81 aproximadamente. Debido a esto el sistema se comporta más como un planeta doble que como un planeta con un satélite. El plano de la órbita lunar alrededor de la Tierra es casi coincidente con el plano de la órbita terrestre alrededor del Sol o plano de la eclíptica, y difiere notablemente del plano perpendicular al eje de rotación de la tierra o plano ecuatorial, que es lo que sucede habitualmente en el caso de otros satélites planetarios.
La masa de la Luna es suficientemente grande y está suficientemente cerca como para elevar mareas sobre la Tierra: las masas terrestres, y en particular el agua de los océanos, se abulta en los dos extremos de un eje que pasa por los centros de gravedad de la Tierra y la Luna. Este abultamiento sigue de cerca a la Luna en su órbita, pero la Tierra no está estática, sino que rota, completando un giro una vez al día. Esta rotación terrestre arrastra la posición del abultamiento, situándolo ligeramente por delante del eje entre la Tierra y la Luna. Como consecuencia de esta desviación, una cantidad considerable de la masa del abultamiento no se encuentra alineada con el eje Tierra-Luna, lo que ocasiona una atracción gravitatoria extra en la dirección perpendicular a la línea que une la Tierra y la Luna, y por tanto, creando un par de fuerzas entre la Tierra y la Luna. Este par está acelerando a la Luna en su órbita, y desacelerando la rotación de la Tierra. Como resultado de estos cambios el día medio solar, que nominalmente tiene 86400 segundos, se está volviendo progresivamente más largo, y su incremento es actualmente medible mediante relojes atómicos de gran precisión.
Si se ignoran otros efectos, las fuerzas de marea llevarían finalmente a igualar el periodo de rotación de la Tierra con el período orbital de la Luna. En ese caso, la Luna estaría siempre sobre el mismo punto de la superficie terrestre. Esta situación de hecho ya se da en el sistema formado por Plutón y su satélite Caronte. En el caso del sistema terrestre la disminución de la velocidad de rotación es lo suficientemente lenta como para que esto no llegue a producirse: el continuo incremento de la radiación solar en los próximos 2100 millones de años, evaporará antes los océanos terrestres, disminuyendo mucho la magnitud de la aceleración de marea.

### Perturbaciones seculares
La aceleración de marea del sistema Tierra-Luna es uno de los pocos ejemplos en la dinámica del sistema solar de perturbación secular, es decir una perturbación de efecto acumulativo y que no es periódica. Hasta un alto orden de aproximación las perturbaciones gravitacionales entre los planetas del sistema solar sólo causan variaciones en las órbitas cuyos efectos oscilan entre un valor máximo y un valor mínimo. En cambio el efecto de las fuerzas de marea da lugar a un término cuadrático en las ecuaciones que lleva a un crecimiento no acotado. Aunque los términos cuadráticos aparecen en el tratamiento matemático de las órbitas planetarias, estos corresponden a términos de la serie de Taylor de términos periódicos a largo plazo. La razón de que los efectos de las fuerzas de marea sean diferentes de las de otras perturbaciones gravitatorias lejanas, tiene que ver con el hecho de que la fricción que es una parte esencial de los efectos de marea, comporta la pérdida permanente de energía en forma de calor.

## Fuerzas de marea en relatividad general
Otro contexto totalmente diferente en el que aparecen fuerzas de marea, no relacionadas directamente con las perturbaciones gravitatorias de dos planetas o un planeta y un satélite cercanos es la relatividad general.
En relatividad general, las fuerzas de marea son particularmente importantes, ya que, más que un efecto secundario, proporcionan el ingrediente básico para la formulación de la teoría. De acuerdo con la teoría de la relatividad, el campo gravitatorio es un efecto de la geometría curvada del espacio-tiempo, las partículas materiales se mueven a lo largo de líneas geodésicas de este espacio-tiempo curvo. Si seguimos la pista a un conjunto o nube de partículas en "caída libre" en un campo gravitatorio, la curvatura del espacio-tiempo se hace manifiesta en la "convergencia" o acercamiento de las líneas geodésicas que seguiría una nube de partículas, el acercamiento de las partículas de una nube pueden ser interpretadas como fuerzas de marea.
Para precisar estas ideas consideremos una familia uniparamétrica de geodésicas:

{\displaystyle {\mathcal {F}}=\{\gamma _{s}:\mathbb {R} \to {\mathcal {M}}|,s\in [a,b]\}}

Donde {\displaystyle {\mathcal {M}}} es el espacio-tiempo curvo en el que existe el campo gravitatorio. Consideremos que las curvas están parametrizadas a lo largo de su longitud mediante el tiempo coordenado t y consideremos el campo vectorial de vectores tangentes a estas curvas T y el campo vectorial de separación X perpendicular en todo punto a las líneas geodésicas:

{\displaystyle T^{a}=\left({\frac {\partial }{\partial t}}\right)^{a}\qquad X^{a}=\left({\frac {\partial }{\partial s}}\right)^{a}}

Si se sigue la evolución de estas líneas geodésicas estas alteran su distancia a un ritmo dado por la curvatura del espacio tiempo:

(1){\displaystyle a^{a}=-{R^{a}}_{bcd}T^{b}X^{c}T^{d}}

Bajo ciertas condiciones sobre el tensor de energía impulso puede probarse que las geodésicas dirigidas hacia el futuro tienden a acercarse unas a otras, tal como corresponde al hecho de que la gravedad normalmente tiene un efecto atractivo. La fuerza de marea aparente sobre una partícula de masa m es precisamente el producto de la aceleración dada por (1) por esa masa.

### Campo gravitatorio terrestre
Como ejemplo de las fuerzas de marea podemos considerar lo que sucede un campo gravitatorio similar al de la Tierra, es decir, en el campo de un planeta perfectamente esférico y que tiene una velocidad de giro pequeña alrededor de sí mismo. En esas condiciones la métrica del espacio-tiempo alrededor de ese planeta es precisamente la métrica de Schwarzschild, que en coordenadas cuasi-esféricas tiene la forma:

{\displaystyle g=-c^{2}\left(1-{\frac {2GM}{c^{2}r}}\right)\mathrm {d} t\otimes \mathrm {d} t+\left(1-{\frac {2GM}{c^{2}r}}\right)^{-1}\mathrm {d} r\otimes \mathrm {d} r+r^{2}\left(\mathrm {d} \theta \otimes \mathrm {d} \theta +\sin ^{2}\theta \ \mathrm {d} \phi \otimes \mathrm {d} \phi \right)}

Si consideramos un pequeño cuerpo cuyo centro de gravedad cae aproximadamente según una geodésica radial tenemos que su cuadrivelocidad coincidirá con el vector tangente a dicha geodésica:

{\displaystyle V^{a}=T^{a}=(c{\dot {t}},{\dot {r}},0,0)=\left({\frac {g_{r}^{1/2}c}{\sqrt {1-{\frac {v_{r}^{2}}{g_{r}^{2}c^{2}}}}}},{\frac {g_{r}^{1/2}v_{r}}{\sqrt {1-{\frac {v_{r}^{2}}{g_{r}^{2}c^{2}}}}}},0,0\right)}

Donde el punto indica la derivada respecto al tiempo propio de la partícula:

{\displaystyle \tau =\int _{0}^{t}{\sqrt {g_{r}-{\frac {v_{r}^{2}(t)}{c^{2}}}g_{r}^{-1}}}\ dt\qquad g_{r}:=1-{\frac {2GM}{c^{2}r(t)}}}

Las fuerzas por unidad de masa dentro del sólido debidas a las fuerzas de marea no serán iguales en todas direcciones. Las fuerzas sobre un plano que pase por el centro de gravedad del cuerpo cuyo vector normal venga dado por {\displaystyle N^{a}\;} vienen dadas por:

{\displaystyle f^{a}=R_{0b0}^{a}N^{b}V^{0}V^{0}+R_{0b1}^{a}N^{b}V^{0}V^{1}+R_{1b0}^{a}N^{b}V^{1}V^{0}+R_{1b1}^{a}N^{b}V^{1}V^{1}}

Calculando las componentes no nulas del tensor de Riemann y teniendo en cuenta que el vector de separación es espacial {\displaystyle N^{a}=(0,N^{1},N^{2},0)\;}, asumiendo sin pérdida de generalidad que el cuerpo está sobre el plano ecuatorial, se llega a:

{\displaystyle {\begin{cases}f^{0}=(R_{110}^{0}v_{r}c){\cfrac {g_{r}^{3}N^{1}}{g_{r}^{2}-{\frac {v_{r}^{2}}{c^{2}}}}}&\qquad f^{1}=(R_{010}^{1}c^{2}){\cfrac {g_{r}^{3}N^{1}}{g_{r}^{2}-{\frac {v_{r}^{2}}{c^{2}}}}}\\f^{2}=(R_{020}^{2}c^{2}+R_{121}^{2}v_{r}^{2}){\cfrac {g_{r}^{3}N^{2}}{g_{r}^{2}-{\frac {v_{r}^{2}}{c^{2}}}}}&\qquad f^{3}=0\end{cases}}}

Las componentes no nulas del tensor que aparecen en las expresiones anteriores son:

{\displaystyle {\begin{matrix}R_{110}^{0}={\frac {-2GM}{c^{2}r^{3}}}\left(1-{\frac {2GM}{c^{2}r}}\right)^{-1}&R_{010}^{1}={\frac {-2GM}{c^{2}r^{3}}}\left(1-{\frac {2GM}{c^{2}r}}\right)\\R_{020}^{2}={\frac {GM}{c^{2}r^{3}}}\left(1-{\frac {2GM}{c^{2}r}}\right)&R_{121}^{2}={\frac {-GM}{c^{2}r^{3}}}\left(1-{\frac {2GM}{c^{2}r}}\right)^{-1}\end{matrix}}}

Si consideramos ahora dos partículas puntuales que caen desde el reposo y desde la misma altura convergiendo hasta el centro de la tierra sufrirán un acercamiento relativo, que será visto como una fuerza de marea efectiva cuyo valor en el instante inicial es:

{\displaystyle f={\frac {GM}{r^{3}}}\left(1-{\frac {2GM}{c^{2}r}}\right)^{2}\approx -{\frac {1}{2}}{\frac {d^{2}\phi _{g}}{dr^{2}}}}